# 似攀鱸新雀鯛
似攀鱸新雀鯛（學名：Neopomacentrus anabatoides），是輻鰭魚綱鱸形目雀鯛科新雀鯛屬的其中一種，分布於中西太平洋菲律賓至新喀里多尼亞海域，深度1至10公尺，本魚體呈橢圓形而側扁，吻短而鈍圓，體被櫛鱗，鼻部具鱗，尾鰭深叉形，上下葉末端延長呈絲狀，體上部帶有金屬光澤的綠色，下部鐵灰色，鰓蓋上方有一黑色圓斑，尾鰭上下葉邊緣具黑色帶，背鰭邊緣黑色，背鰭硬棘2枚、背鰭軟條10-11枚、臀鰭硬棘2枚、臀鰭軟條10-11枚，體長可達10.5公分，棲息在珊瑚礁或岩礁周圍的軟底質海域及潟湖、港灣，成群活動，以浮游生物為食，繁殖期時成對出現，雄魚會守護卵直到孵化，生活習性不明。